# Tocatlán (kommun)
Tocatlán är en kommun i Mexiko.   Den ligger i delstaten Tlaxcala, i den sydöstra delen av landet, 120 km öster om huvudstaden Mexico City.
Följande samhällen finns i Tocatlán:
- Tocatlán